# Габсбург-Лотарингский дом
Габсбург-Лотарингский дом (нем. Habsburg-Lothringen) — императорская династия Европы, члены которой являются потомками Франца I и Марии Терезии. Занимали престол Священной Римской империи — Австрии — Австро-Венгрии с 1765 по 1918 год. Также занимали престол Мексики с 1864 до 1867 (Мексиканская авантюра). Убийство представителя династии, эрцгерцога Франца Фердинанда в Сараево в 1914 году стало поводом к началу Первой мировой войны. Габсбург-Лотарингский дом потерял все свои земли и титулы в 1918 году, но многие представители этого дома, живущие вне Австрии, используют свои титулы до сих пор.

## Создание

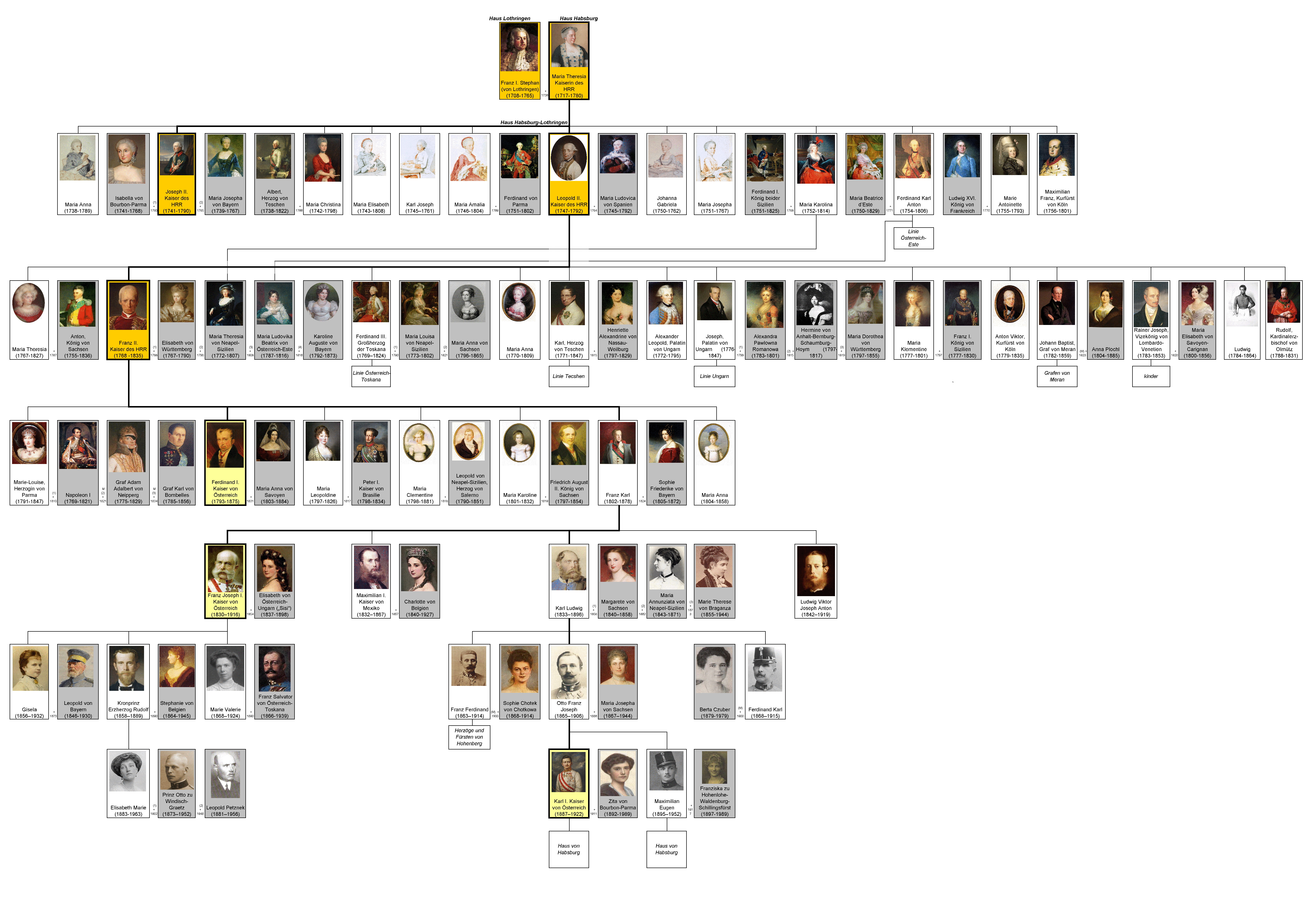

Карл VI, став императором, продолжает войну за испанское наследство, но теряет всех союзников ввиду того, что все они опасались объединения Австрии и Испании под одной короной, как было два века назад при императоре Карле V. Карл VI не имеет наследников мужского пола (единственный сын Леопольд умер в младенчестве), поэтому в 1713 году издаёт Прагматическую санкцию, согласно которой Мария Терезия становится законным наследником Австрии, Венгрии и Чехии. В 1736 году Карл устраивает брак своей дочери с Францем Стефаном из Лотарингской династии. Но несмотря на то, что большинство стран признали Прагматическую санкцию, после смерти императора начинается Война за австрийское наследство, инициатором которой стал Карл VII, курфюрст Баварский. Испания решила одобрить Прагматическую санкцию путём браков, но ей это не удаётся из-за войны с Британией. Мария Терезия унаследовала все владения отца, кроме Силезии. Ее муж Франц I становится императором Священной Римской империи. По своей сути династия Габсургов, меняет своего основателя, по всем династическим и салическим канонам, основатель нового рода, становится представитель Лотарингского дома (по мужской линии).

## О династии
Рождением династии считается заключение брака Франца Стефана и Марии-Терезии, то есть 1736 год. Род Габсбург-Лотарингских является вторым по количеству представителей, уступая лишь Бурбонам (83 эрцгерцога, которые могут претендовать на престол). Ныне существует 6 ответвлений (4 линии и 2 нисходящих рода).
После того как на императорском престоле воцарилась династия Лотарингского дома (по мужской линии), империя была ввергнута в многочисленные войны, которые проходили с переменным успехом, как венец правления этой ветви можно подчеркнуть полное и тотальное поражение в Австро-прусско-итальянской войне императора Австрии Франца Иосифа I. Долгое время в Германии австро-прусскую войну называли «братоубийственной», её не одобряли ни либералы, ни консерваторы, и она была абсолютно непопулярна. Войну начала Австрия.
Уже с конца XVII века в рамках Священной Римской империи начал проявляться антагонизм двух её наиболее влиятельных членов: Австрии и Бранденбург-Пруссии. Австрийская монархия Габсбург-Лотарингских, завоевав Венгрию и получив после Войны за испанское наследство обширные владения в Италии и Нидерландах, всё более обособлялась от империи, хотя именно её правители занимали трон императора. Интересы Габсбург-Лотарингских лежали прежде всего в юго-восточном и южном направлениях, в то время как внутриимперским делам с начала XVIII века стало уделяться гораздо меньше внимания. Более того, успехи централизаторской политики в наследственных землях Габсбург-Лотарингских попытались перенести и на империю, что встретило резкую оппозицию имперских сословий. Значительная часть владений прусского короля также лежала вне территории империи, что позволяло ему действовать на европейской политической сцене в качестве независимого государя. Экономический подъём, создание при Фридрихе I и Фридрихе Вильгельме I эффективной бюрократической системы управления и формирование сильной армии выдвинули Пруссию на первый план среди германских государств, что повлекло обострение соперничества с Австрией. Пруссия фактически перестала принимать участие в общеимперских вопросах: на её территории не действовали нормы, охраняющие интересы сословий, не исполнялись решения имперского суда, армия не принимала участия в военных кампаниях императора, а работа Верхнесаксонского имперского округа была парализована. В результате усиливавшегося расхождения между фактической военно-политической мощью Пруссии и других крупных немецких княжеств и устаревшей имперской иерархией к середине XVIII века назрел острый системный кризис Священной Римской империи.
После смерти императора Карла VI в 1740 году и пресечения прямой мужской линии дома Габсбургов австро-прусское противостояние вылилось в открытую войну. Силезские войны (1740—1745) между прусским королём Фридрихом II и австрийской эрцгерцогиней Марией Терезией завершились поражением Австрии и потерей ею Силезии. Одновременно Австрия была вынуждена вести Войну за австрийское наследство (1740—1748) против франко-испано-баварской коалиции. В 1742 году Карл Альбрехт, курфюрст Баварии, был единогласно избран императором Священной Римской империи. Впервые за три столетия на престол Германии вступил не член дома Габсбургов. Некоторыми историками избрание Карла Альбрехта рассматривается как попытка имперских сословий найти новый политический путь для империи и перенести центр её тяжести с юго-восточной окраины в «старую Германию». Несмотря на попытки Карла VII упорядочить работу государственных органов империи, военные действия развивались для него неудачно: австрийцы несколько раз разоряли и захватывали Баварию, что нанесло сокрушительный удар по материальной базе императора.
После смерти Карла VII в 1745 году имперский престол перешёл к Лотарингскому дому, что привело к образованию новой династии Габсбург-Лотарингийской: императором был избран супруг Марии Терезии Франц I Лотарингский. Однако к этому времени империя уже находилась в глубоком кризисе. Попытки Габсбург-Лотарингских восстановить эффективность работы имперских структур и поставить их на службу интересам Австрии натолкнулись на решительное сопротивление княжеств во главе с Пруссией, которая взяла на себя роль защитника немецких свобод от «абсолютистских» притязаний Габсбург-Лотарингских. Франц I потерпел полный провал в попытке восстановить прерогативы императора в сфере ленного права и создать действенную имперскую армию. Хотя во время Семилетней войны (1756—1763) удалось добиться объявления рейхстагом имперской войны против Фридриха II, это произошло в значительной степени благодаря нажиму Франции на своих союзников в Германии и не привело к перелому в войне. Более того, в конце Семилетней войны немецкие княжества окончательно перестали повиноваться императору и самостоятельно заключали сепаратные перемирия с Пруссией. А во время войны за Баварское наследство 1778—1779 годов, когда император попытался силовыми методами закрепить за Габсбург-Лотарингскими Баварию, имперские сословия, ведомые Пруссией, открыто выступили против императора.
Для самого императора корона Священной Римской империи неуклонно теряла собственную привлекательность, становясь лишь средством для укрепления Австрийской монархии и позиций Габсбург-Лотарингских в Европе. В то же время застывшая структура империи входила в противоречие с австрийскими интересами, любые попытки императоров осуществить какие-либо преобразования были обречены на провал из-за нежелания субъектов допустить усиления центральной власти и нарушить существующий баланс сил и власти. Особенно ярко это проявилось в период правления Иосифа II, который был вынужден практически уйти из империи, сосредоточившись на интересах Австрии. Этим успешно пользовалась Пруссия, выступавшая в роли защитника имперского порядка и стремившаяся взять на себя роль гаранта сохранения суверенных прав малых субъектов империи. В 1785 году под руководством Фридриха II был создан Союз немецких князей как альтернатива имперским институтам, контролируемым Габсбург-Лотарингских. Австро-прусское соперничество лишало остальные немецкие государства возможности оказывать хоть какое-нибудь влияние на внутриимперские дела и делало невозможным осуществление реформ в духе программы «Третьей Германии», ориентированной на защиту интересов малых и средних субъектов империи. Это вело к «усталости от империи» светских и церковных княжеств, рыцарей и вольных городов, которые исторически являлись главной опорой конструкции Священной Римской империи. Устойчивость империи была окончательно утрачена.

### Императорская линия (с 1792)
Линия включает всех потомков Франца II, последнего императора Священной Римской империи. От него происходят последующие монархи Австрийской империи — преемники Франца II: Фердинанд I, Франц Иосиф I и Карл I, а также эрцгерцог Франц Фердинанд и император Мексики Максимилиан I. Ныне к этой линии принадлежит глава рода.

### Линия Гогенбергов (с 1900)
Морганатическая линия включает всех потомков Франца Фердинанда. Франц Фердинанд женился на Софии Хотек, чешской графине. Так как по австрийским законам наследовать детям, родившимся в морганатическом браке, было запрещено, Гогенберги не претендуют на главенство в Доме. Франц Фердинанд и София Хотек были убиты в 1914 году, что послужило поводом к началу Первой мировой войны. Ныне Гогенберги — старший нисходящий род от Габсург-Лотарингских.

### Тосканская линия (с 1790)
Линия происходит от герцога Тосканского Фердинанда. Фердинанд получил от отца корону Тосканы, но потерял власть во время наполеоновских войн. Взамен он получил курфюршество Зальцбургское. Затем Фердинанд опять потерял власть и сталгерцогом Вюрцбургским. После падения Наполеона в 1814 году возвращается в Тоскану. Ему наследовал его сын Леопольд II. Во время движения Рисорджименто Леопольд издаёт конституцию, но в результате народных волнений был вынужден отказаться от трона в пользу сына. Тот так же теряет власть, и Тоскана достаётся королю Сардинии. Тосканские Габсбурги до сих пор живут в Австрии. В XX веке Тосканские Габсбурги стали претендентами на престол Испании, но признают права на испанский престол за Бурбонами в лице Хуана Карлоса и его сына короля Испании Филиппа VI. Ныне являются самой многочисленной нисходящей линией Габсбург-Лотарингских.

### Тешенская линия (с 1822)
Линия происходит от Карла Людвига, младшего сына Леопольда II. Карл Людвиг Иоанн был усыновлён своей тётей, Марией Кристиной, герцогиней Тешенской. Карл Людвиг Иоганн прославился в наполеоновских войнах. Он является дедом Марии Кристины Австрийской, королевы Испании, вследствие чего Тешенская линия состоит в родстве с Бурбонами, т.о. Карл Людвиг Иоанн является предком Хуана Карлоса и его сына, правящего короля Испании.
Последним официальным герцогом Тешенским был эрцгерцог Фридрих Австрийский, его сын Альбрехт эрцгерцог Австрийский носил титул неофициально (был лишь титулярным герцогом). Дети  Альбрехта пользуются титулом герцогов Австрийских-Альтенбург. Потомки Карла Стефана, эрцгерцога Австрийского, также пользуются  титулами принцев Альтенбург, сейчас род представлен несколькими линиями.

### Венгерская линия (с 1796)
Происходит от младшего сына Леопольда  Иосифа Австрийского, палатина Венгрии. Иосиф был женат на дочери российского императора Павла I великой княжне Александре Павловне, и это единственный брак между австрийской и российской императорскими фамилиями. Брак был бездетен. После революции в Венгрии должность палатина была упразднена, и семья уехала в Вену.

### Австрийские Эсте (1771—1875)
Младший сын Франца и Марии-Терезы Фердинанд Австрийский женится на Марией Беатриче д’Эсте, последней преставительнице итальянских Эсте. В приданое вошли и Феррара, и Модена, и Реджо. От этого брака происходит первое ответвление Габсбург-Лотарингских (если считать начало Тосканской линии с Фердинанда, а не с Франца I) и единственное пресекшееся. Во времена наполеоновских войн по итогам Кампо-Формийского мира дом австрийских Эсте потерял все владения. После Венского конгресса территории были возвращены, но ненадолго. Последствия Рисорджименто затронули и Эсте: Франческо д'Эсте потерял все владения и умер бездетным, в результате чего линия австрийских Эсте  
прекратилась.

### Линия графов Мераны
Происходит от младшего сына Леопольда II Иоганна Баптиста. Был женат на Анне Плёхль. Так как брак был морганатическим, их потомки носят титул графов Меранов и не имеют право наследовать австрийский трон.

## Мария Терезия

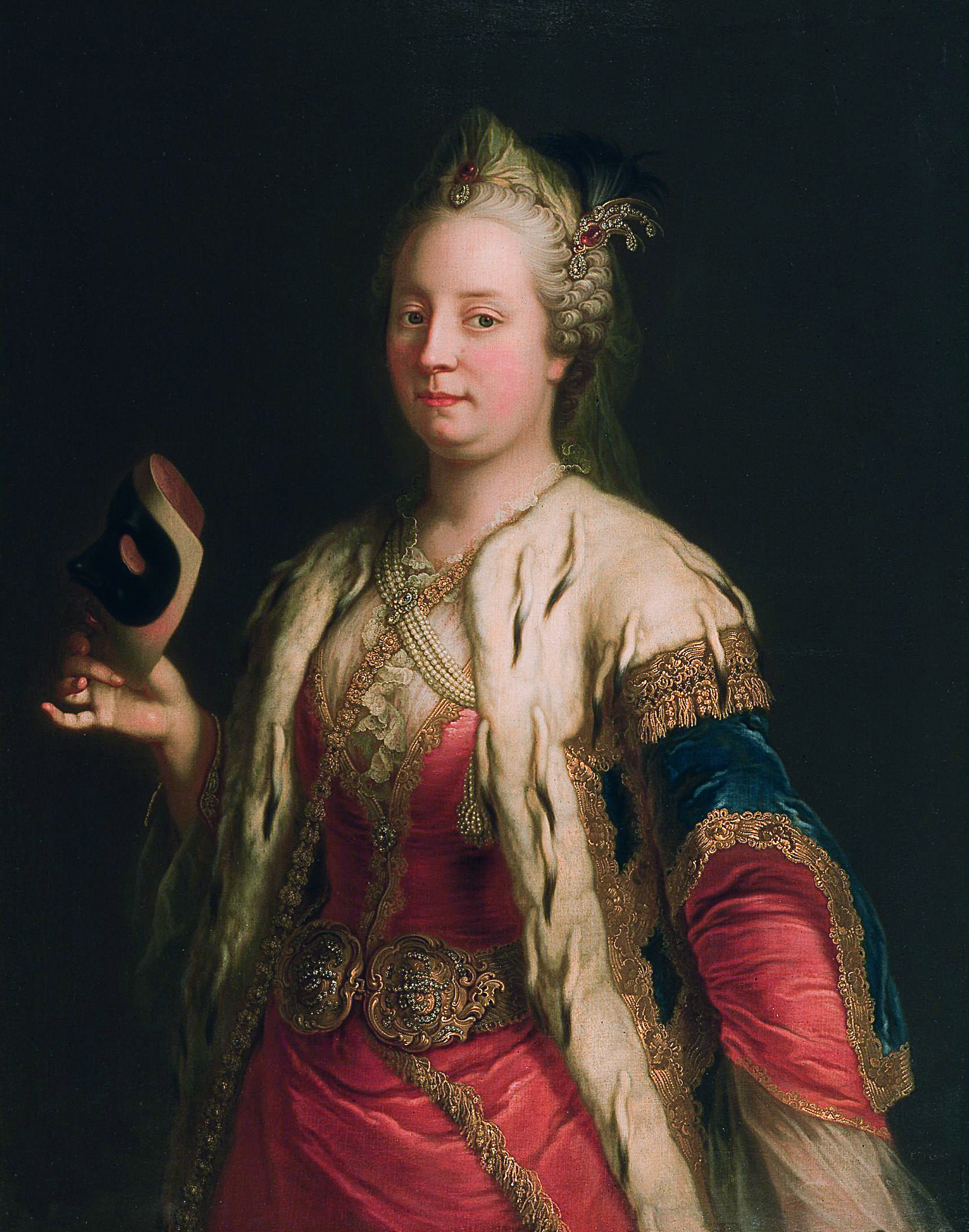

Является единственной женщиной-правительницей из рода Габсбургов. Несмотря на то что её муж и сын являются соправителями во владениях, она являлась суверенным монархом. Ни дедушки, ни бабушки, ни родители не были связаны родством, поэтому она является одним из немногих представителей династии, которые не были рождены в результате инцеста.

### Жизнь до правления
Мария Терезия родилась в 1717 году. Когда она родилась, была произнесена фраза: «Это всего лишь девочка!», так как Карлу VI очень нужно было иметь мальчика, чтобы династия не пресеклась. Хотя он издал Прагматическую санкцию, но вряд ли все его примут. Мария Терезия имела кузин, дочерей Иосифа I, который являлся старшим братом отца. Они также могли претендовать на престол. Мария Терезия должна была выйти замуж за Леопольда Климента Лотарингского, но при прибытии в Вену тот умер от оспы. В 1736 году Мария-Терезия выходит замуж за Франца Лотарингского. В этом браке рождаются много детей, среди которых два императора (Иосиф II и Леопольд II, и также королева Франции Мария-Антуанетта, которая была казнена на гильотине во времена Великой Французской революции. Умирает Джан Гастоне Медичи, великий герцог Тосканский, и Франц становится великим герцогом Тосканским. Они прибывают во Флоренцию. Там была воздвигнута триумфальная арка в их честь (стоит до сих пор). Но пара была там недолго, так как Карл VI боялся умереть.

### Супруга и мать императоров
После смерти её отца на Австрийское наследство предъявили претензии многие правители, что привело к войне. Потом Мария-Терезия решила отвоевать Силезию и начинается Семилетняя война, которая ничего ей не дала. Умирает муж, и сын становится императором. Мария-Терезия заботилась о процветании науки и искусства, создавая больше университетов и большое количество библиотек в Праге и в Инсбруке. Был создан Терезианский кодекс, вместо обычного права. Созданы три министерства, которые уже делились на три ветви власти — исполнительную, законодательную и судебную. Умирает Мария-Терезия в 1780 году. По религии, как и все Габсбурги была католичкой. Она являлась потомком католических королей. Она отказалась от идей веротерпимости. Она не давала лезть церкви туда, куда она считает не надо. Её отношения с иезуитами были сложными. Орден иезуитов был упразднён и она открыто конфисковала их имущество.

## Эпоха Просвещения

### Иосиф II

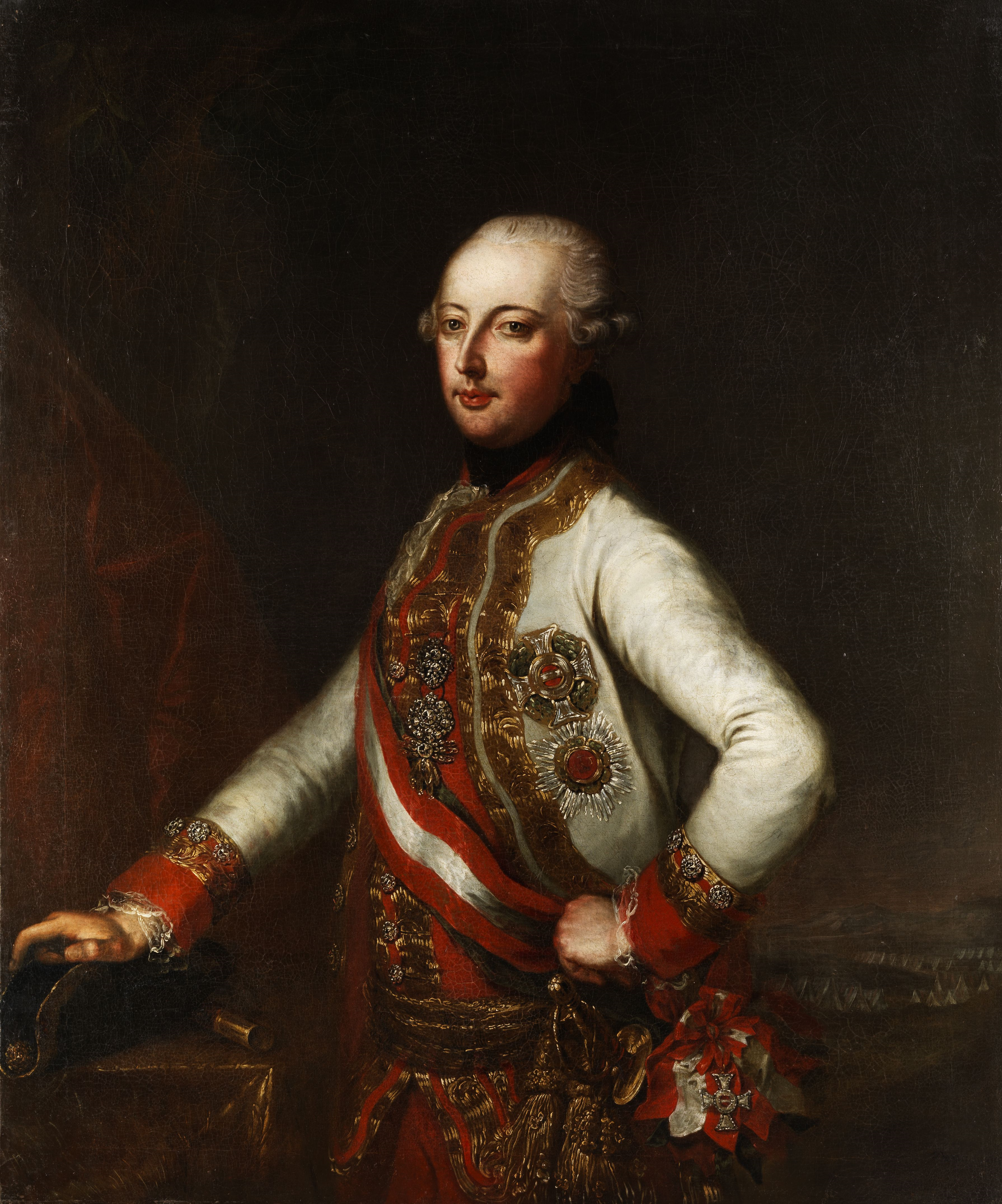

Родился в разгар войны за австрийское наследство. Получает образование по трудам Вольтера. После смерти отца Иосиф II становится императором Священной Римской империи. До 1780 года правит совместно с матерью, Марией Терезией.
Империя намного отставала от других государств, поэтому Иосиф проводит реформы в духе просвещённого абсолютизма, стремясь уменьшить власть церкви, облегчить феодальные повинности для крестьян, а также снимает ограничения на торговлю и образование. Все церковные службы стали вестись на немецком языке (а не на латинском языке, как было раньше). Стремился усилить централизацию власти в стране. Участвовал в разделе Польши. После Великой Французской революции пытался помочь сестре в побеге. В 1787 году отменил смертную казнь, в 1795 году вернул её. За покровительство музыкантам его прозвали «музыкальный император». Был современником Моцарта.

### Леопольд II

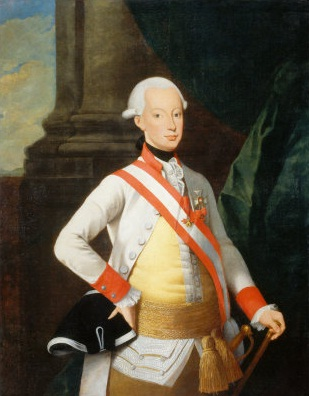

Вначале должен был идти в священники, но потом его решили женить на Марии Беатриче д’Эсте, наследнице Модены. В итоге на ней женился его младший брат, Фердинанд. Леопольд II был назначен преемником своего отца на престоле Тосканы. При вступлении на престол получил имя Пьетро Леопольдо I. Итальянцы приняли его очень холодно. Леопольд продуманными и последовательными действиями смог улучшить материальное состояние великого герцогства. В результате его церковной политики ухудшились отношения с Папой Римским. Первый в мире отменил смертную казнь, открыл первую психическую больницу. После смерти бездетного старшего брата Леопольд наследовал Австрию, получив её в полной разрухе. Он подавил восстания в Бельгии и Венгрии и все сословные и национального недовольства. Несмотря на то, что его сестра Мария-Антуанетта являлась королевой Франции, Леопольд II очень осторожно отнёсся к вмешательству во французскую революцию. После начала войны с Францией неожиданно умер в 1792.

## Австрийская империя

### Франц II иНаполеоновские войны

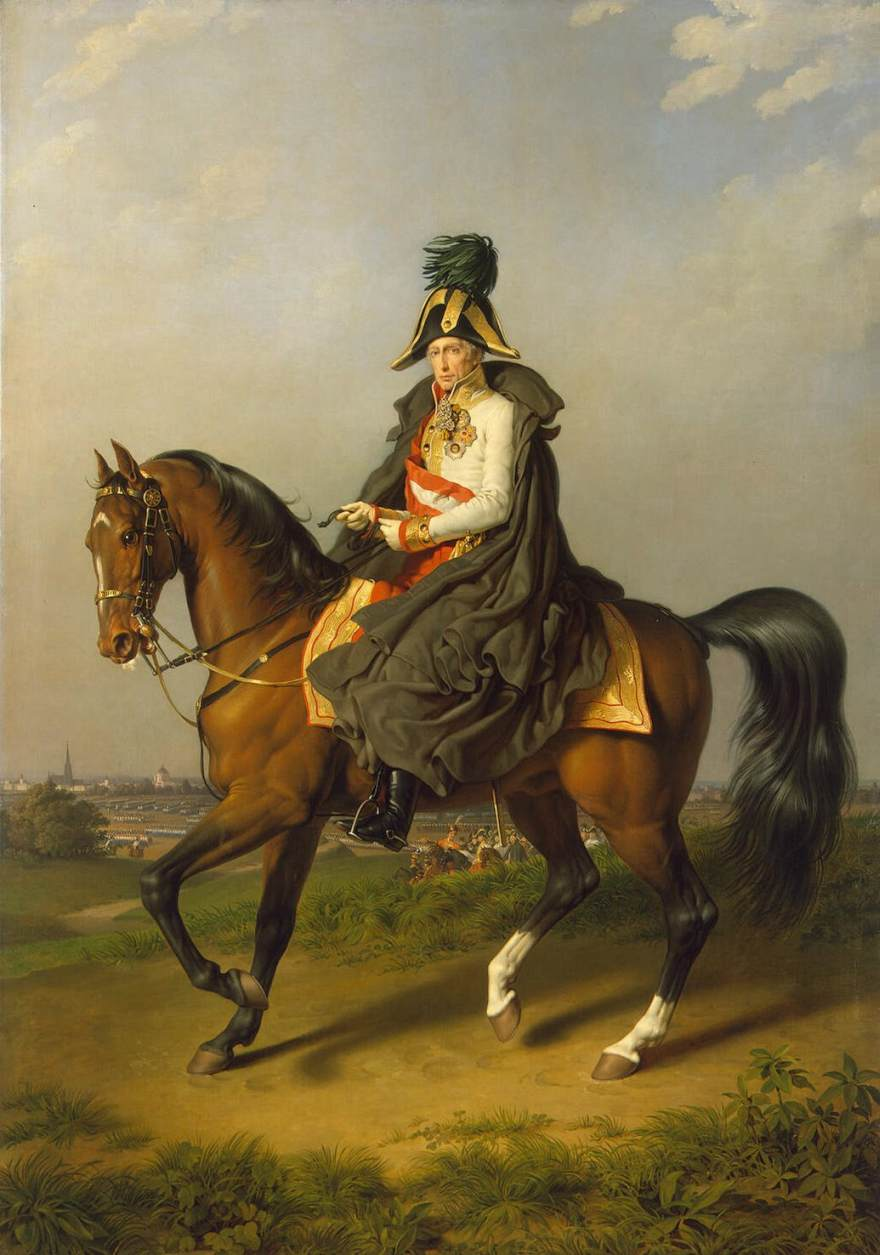

Родился, когда его отец был великим герцогом Тосканским. Из-за отсутствия у дяди от двух браков здоровых детей, его шансы рано или поздно стать императором увеличились, поэтому Франц переезжает в 1784 году в Вену, чтобы подготовиться к будущему правлению. Стал императором в 24 года, намного раньше, чем он этого ожидал. Когда он вступил на престол, во Франции бушевала революция. Как и все монархи Европы, он начал деятельность против радикализма. В 1794 году были взяты под стражу несколько солдат в армии, которые были переданы суду по делу заговора. Франц создал в империи шпионскую сеть для контроля за настроениями в народе по примеру отца (в Тоскане была такая же служба). Франц II заключил союз с Пруссией против Франции. В 1794 Франция одерживает победы в Италии, после чего Франц II подписал Кампо-Формийский мир по которому Австрия теряла Нидерланды и Ломбардию, но получает Венецию, Истрию и Далмацию. После провозглашения Наполеоном Франции империей, Франц провозгласил наследственной империей Австрию, а себя — австрийским императором. 2 декабря 1805 произошла знаменитая Битва при Аустерлице, в которой Франц участвовал. 6 августа 1806 году упразднил Священную Римскую империю и отрёкся от её короны. Урон был очень силён, но Наполеон не остановился — он просил руки у дочери Франца. Хоть и Франц согласился, положение не изменилось. По первому Парижскому договору он получил практически все потерянные земли. С 1814 по 1835 в Австрии было спокойно. Умер Франц 2 марта 1835 в присутствии всех членов своей семьи от внезапной лихорадки.

### Фердинанд I

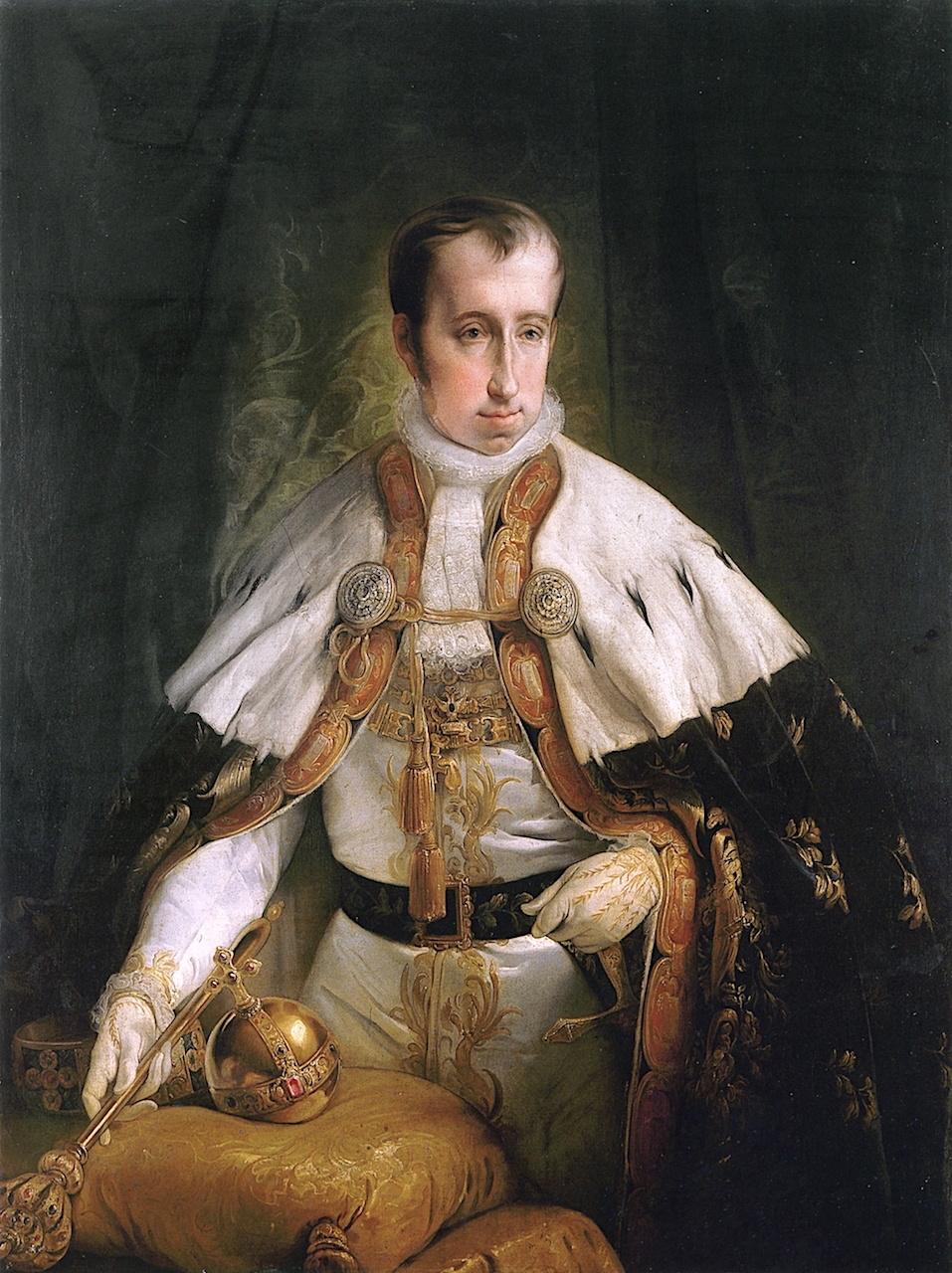

Франц рождается в результате инцухта, из-за этого страдал эпилепсией, гидроцефалией, нервозностью и неспособностью членораздельно говорить. Имел несколько десятков приступов в день. Был слабоумным и не имел государственных талантов, отдал все обязанности Меттерниху. Но, несмотря на это, он любил последовательно вести дневники был очень читающим. Сам он только подписывал указы, которые писали его «регенты». Фердинанд известен фразой, когда повар отказывает в приготовлении клецки, так как ингредиенты вне сезона, то он сказал: «Я император! Я хочу клецку!». В 1848 году произошла революция, в результате которой он бежал в Инсбрук, из-за его несостоятельности как правителя. В конце концов он отрёкся в пользу своего племянника Франца Иосифа. Последние годы провёл в Чехии, где его очень любили. Был последним коронованным королём Чехии.

## Франц Иосиф I
Старший сын эрцгерцога Франца Карла, сына Франца II и младшего брата Фердинанда I. Мать — София Баварская. В ходе австрийской революции 1848 года его дядя отрёкся от престола, а отец отказался от прав наследования, и 18-летний Франц Иосиф I оказался во главе многонациональной державы Габсбургов.

## Список глав рода Габсбург-Лотарингских
| Nō | Портрет                                                           | Имя                            | Дата рождения   | Начало правления | Конец правления                | Дата смерти     | Герб                                                 | Примечание            |
| -- | ----------------------------------------------------------------- | ------------------------------ | --------------- | ---------------- | ------------------------------ | --------------- | ---------------------------------------------------- | --------------------- |
| 1  |                                                                   | Франц I Стефан                 | 8 октября 1708  | 13 сентября 1745 | 18 августа 1765                | 18 августа 1765 |                                                      |                       |
| 2  |                                                                   | Мария Терезия                  | 13 мая 1717     | 20 октября 1740  | 29 ноября 1780                 | 29 ноября 1780  |                                                      | Супруга предыдущего   |
| 3  |                                                                   | Иосиф II                       | 13 марта 1741   | 18 августа 1765  | 20 февраля 1790                | 20 февраля 1790 |                                                      | Сын предыдущей        |
| 4  |                                                                   | Леопольд II                    | 5 мая 1747      | 30 сентября 1790 | 1 марта 1792                   | 1 марта 1792    | Брат предыдущего                                     |                       |
| 5  |                                                                   | Франц II                       | 12 февраля 1768 | 1 марта 1792     | 2 марта 1835                   | 2 марта 1835    |                                                      | Сын предыдущего       |
| 6  |                                                                   | Фердинанд I                    | 19 апреля 1793  | 2 марта 1835     | 2 декабря 1848                 | 29 июня 1875    | Сын предыдущего                                      |                       |
| 7  |                                                                   | Франц Иосиф I                  | 18 августа 1830 | 2 декабря 1848   | 21 ноября 1916                 | 21 ноября 1916  |                                                      | Племянник предыдущего |
| 8  |                                                                   | Карл I                         | 17 августа 1887 | 21 ноября 1916   | 12 ноября 1918 (как император) |                 | Внучатый племянник                                   |                       |
| 8  | 1 апреля 1922 (как глава семьи, после самоустранения от престола) | Карл I                         | 17 августа 1887 | 21 ноября 1916   |                                |                 | Внучатый племянник                                   |                       |
| 9  |                                                                   | Отто фон Габсбург-Лотарингский | 20 ноября 1912  | 1 апреля 1922    | 1 января 2007                  | 4 июля 2011     | Сын предыдущего Отказался от трона Австрии и Испании |                       |
| 10 |                                                                   | Карл фон Габсбург-Лотарингский | 11 января 1961  | 1 января 2007    |                                |                 | Сын предыдущего                                      |                       |

Розовым отмечены те люди, которые отреклись от престола, голубым — претенденты на престол.

### Комментарии
1. ↑  Известно, что император Франц I ещё в 1745 году спросил английского посла: «Стоит ли императорская корона потери Силезии?»